# 鈕先鍾
鈕先鍾（1913年7月—2004年2月7日），中華民國軍事學者，生於江西九江。有筆名萬仞、強安平、一厂等，其中「萬仞」是效法並期望超越軍事思想家蔣百里。

## 生平
1913年，鈕先鍾出生於江西。1930年進入金陵大學算術系就讀，隔年發生九一八事變，他便投筆從戎，希望投考軍校，雖因重度近視而不能如願，卻也開始熱衷學習軍事知識。1934年，鈕先鍾從金陵大學畢業，準備留學英國。
1937年，淞沪会战開打，讓鈕先鍾放棄留學，和妻子鈕陳漢生四處遷移、躲避戰亂。1947年，鈕先鍾遷到台灣，在1949年進入中國廣播公司，從事新聞傳播和翻譯工作。1952年至1972年間，鈕先鍾編輯《軍事譯粹》雜誌，引入許多國際政戰資訊，提供政府高層理解國際情勢的資料。1973年至1990年，鈕先鍾擔任教職並從事寫作，出版多部有關國家戰略和國防研究的學術著作。
1991年，鈕先鍾擔任榮譽教授，並在2000年從教學工作上退休。他出版的最後一本作品是2003年的《中國戰略思想史新論》，次年，鈕先鍾辭世，享耆壽92歲。

### 褒揚令
2014年2月7日馬英九總統明令褒揚淡江大學榮譽教授鈕先鍾，總統褒揚令全文為：
|                                 | 淡江大學榮譽教授鈕先鍾，資賦穎秀，才識通敏。少歲卒業南京金陵大學，淬勵向學，英雋早發，厚植外語根基，矢志書生報國。曾任軍事委員會外事局暨聯合國善後救濟總署，促進盟國聯繫合作，協濟戰後復員任務，竭誠畢慮，勤藎著績。隨政府來臺後，歷任臺灣新生報總編輯、國防計劃局編譯室主任、軍事譯粹社發行人及總統譯官等職，鑽研歐美軍事韜略，悉力艱深戰略譯作，尤以「戰爭論」、「戰爭藝術」、「核子兵器與外交政策」等，造詣精湛，啟迪沾溉，允為我國汲引西方戰略思想先驅。嗣任淡江大學歐洲研究所副教授，國際事務與戰略研究所教授、榮譽教授等職，碩擘戰略研究課程，積極培育專業人才，成材綦眾，化育功深。復潛心撰述，著作等身，鴻猷健筆，顯績揚聲，曾獲頒國家文藝金像獎、中華戰略學會學術著作獎等殊榮。綜其生平，弘揚國際戰略思維，盡瘁高等學術教育，宗匠陶鈞，楷模傳芳。斯人已遠，軫悼彌殷，應予明令褒揚，以示政府崇念宿學之至意。 |
| ——總 統 馬英九， 中華民國總統府 | |

## 經歷

### 學界
- 淡江大學歐洲研究所教授以及戰略研究所所榮譽教授
- 三軍大學榮譽講座教授

### 出版界
- 《台灣新生報》編輯、總編輯
- 國防計畫局編譯室主任
- 軍事譯粹出版社發行人 [3]

## 作品

### 翻譯
鈕先鍾的翻譯作品近90部，包括
《第二次世界大戰戰史》、《島嶼浴血戰》、《希特勒征俄之役》、《西洋世界軍事史》、《二十世紀名將評傳》、《戰爭藝術》、《戰爭論精華》、《戰略論》、《戰爭指導》、《戰爭緒論》。

### 著作
在著作方面，涵括中國及世界戰史及戰略，包括
《第一次世界大戰》、《第二次世界大戰》、《大戰略漫談》、《現代戰略思潮》、《中國戰略思想史》、《西方戰略思想史》、《孫子三論》、《戰略研究入門》、《歷史與戰略》等書。許多由麥田出版社出版。

### 引用
1. ↑  張明睿. . 台灣: 致知學術. 2016-06-22. ISBN 9789865681654.
2. ↑   (PDF). 第7127號. 中華民國總統府. 2014-02-19  [2016-02-13]. （原始内容存档 (PDF)于2019-06-29）.
3. ↑  城邦圖書館. . 城邦圖書館. （原始内容存档于2013-09-08）. 鈕先鍾（1913-2004）
江西九江人，南京金陵大學理學士。曾任《臺灣新生報》總編輯、國防計畫局編譯室主任、軍事譯粹社發行人、淡江大學歐洲研究所教授等。曾任淡江大學國際事務與戰略研究所榮譽教授及三軍大學榮總講座教授。譯作近九十種，包括《第二次世界大戰戰史》、《西洋世界軍事史》、《島嶼浴血戰》、《希特勒征俄之役》、《二十世紀名將評傳》、《戰爭藝術》、《戰爭論精華》、《戰略論》、《戰爭指導》、《戰略緒論》等等。 著作涵括戰史及戰略，包括《第一次世界大戰》、《第二次世界大戰》、《大戰略漫談》、《現代戰略思潮》、《西方戰略思想史》、《歷史與戰略》、《戰略研究入門》等書。